# كفلاء أوروغوانية
كفلاء أوروغوانية (الاسم العلمي:Megalopyge uruguayensis) هي نوع من الحشرات يتبع جنس الكفلاء من الفصيلة الكفلاوية.